# Bikenibeu
Bikenibeu é um assentamento que está localizado perto do canto sudeste do atol de Tarawa, parte do país insular de Kiribati. Faz parte de uma cadeia quase contínua de assentamentos ao longo das ilhas de Tarawa do Sul, que agora estão ligadas por causeways. O atol de baixa altitude é vulnerável ao aumento do nível do mar. O rápido crescimento da população causou alguns problemas ambientais. O ensino fundamental do governo principal de Kiribati, o King George V and Elaine Bernachi School, está localizado em Bikenibeu, bem como os Ministérios do Meio Ambiente e Educação.